# Вільхові насадження професора Товстоліса
«Вільхові насадження професора Товстоліса» — ботанічна пам'ятка природи місцевого значення. 
Об’єкт знаходиться в межах Зони відчуженя ЧАЕС, Яковецьке лісове відділення ДСВКП «Чорнобильська Пуща», квартал 199, виділ 7.
Створено рішенням виконокому Київської обласної Ради народних депутатів № 118 від 28 лютого 1968 р.
Пам’ятка є посадкою вільхи чорної, створеної в 1928 р. відомим вченим професором Товстолісом. Має наукове значення.
Вільхові насадження професора Товстоліса зазнали суцільної рубки в 1984-1986, і на момент обстеження у 1994 році не залишилось жодного старого дерева. Втім спостерігалась густа коренева поросль. Таким чином можна говорити, що цей об`єкт не втрачено.